# Barringtonia acutangula
Barringtonia acutangula — вид рослин родини лецітисові.

## Назва
В англійській мові має назву «прісноводний мангр» (англ. freshwater mangrove).

## Будова
Дерево висотою 13 метрів. Листя 15 см завдовжки з зубчастим краєм ростуть на кінчиках гілок. Рослина має звисаючі суцвіття завдовжки до 50 см.  Суцвіття мають по 75 пухнастих квіток, що варіюються від темно-червоного до білого. Вони з'являються ввечері і опадають вранці. Плід витягнутий до 6 см має одну насінину.

## Поширення та середовище існування
Зростає на берегах водойм у Південно-Східній Азії та Австралії.

## Практичне використання
Молоде листя цієї рослини вживають як їжу у В'єтнамі, де їх їдять свіжими разом з іншими овочами, м'ясом та креветками.

## Галерея

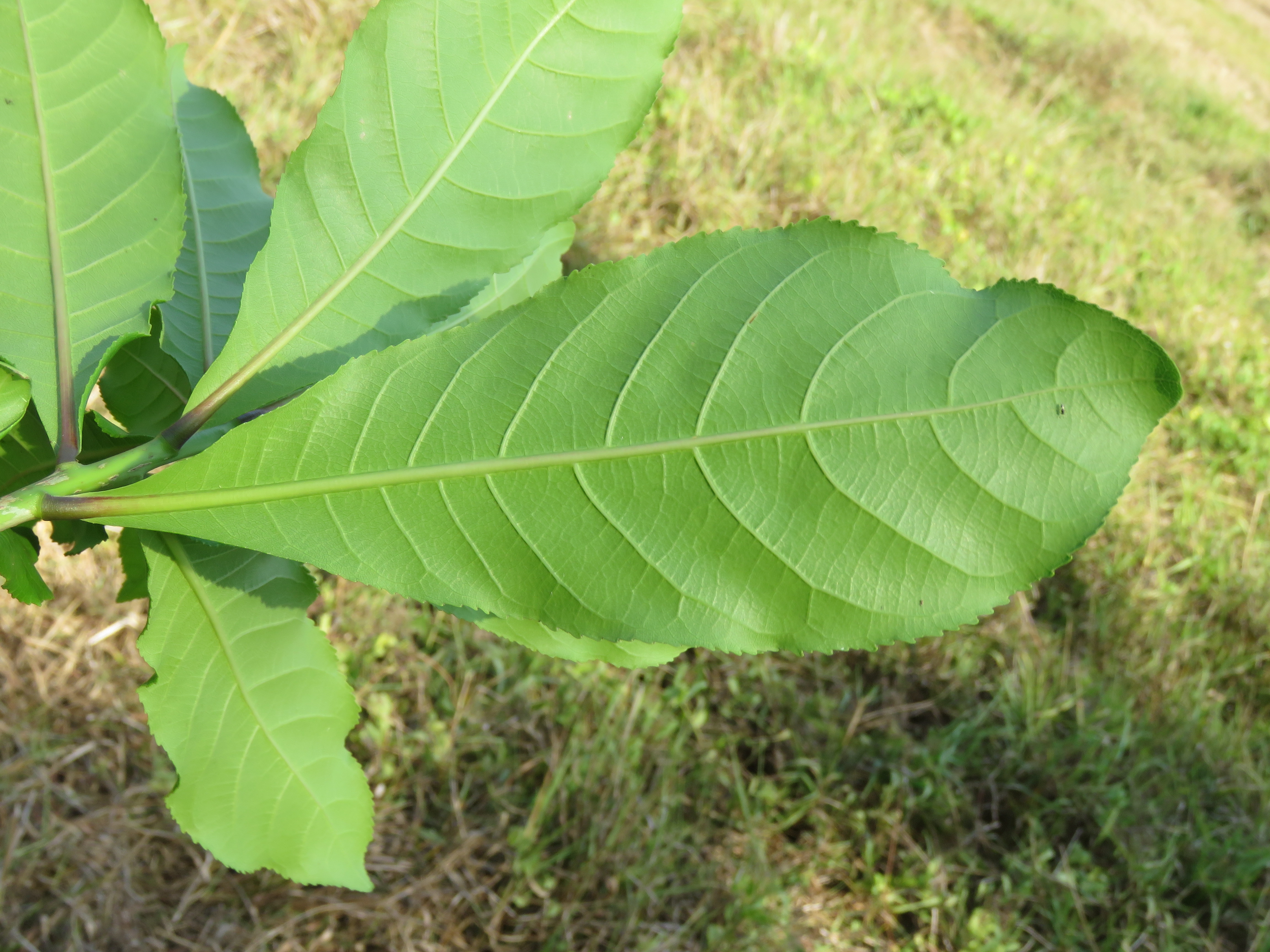
Листя
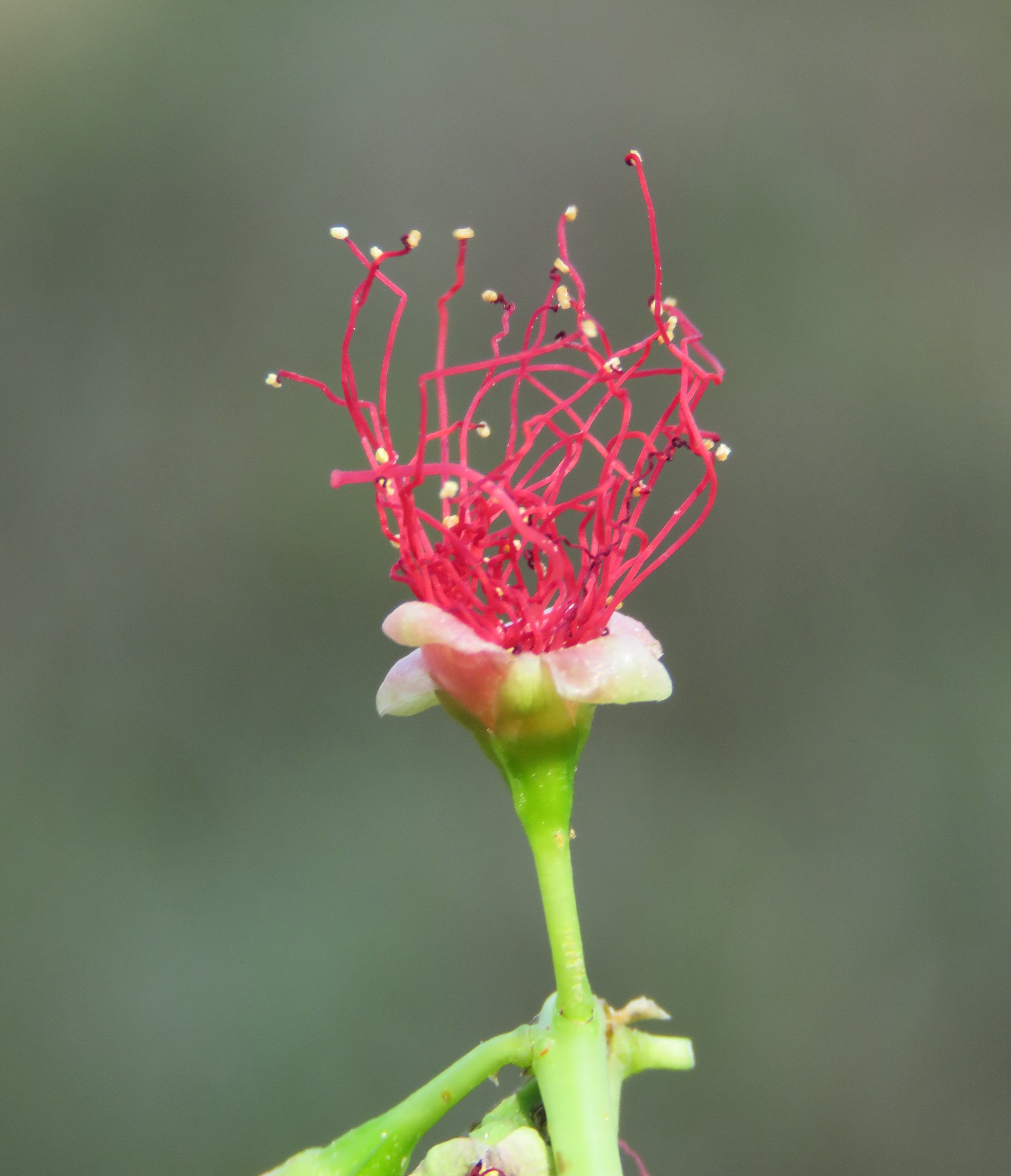
Квіти
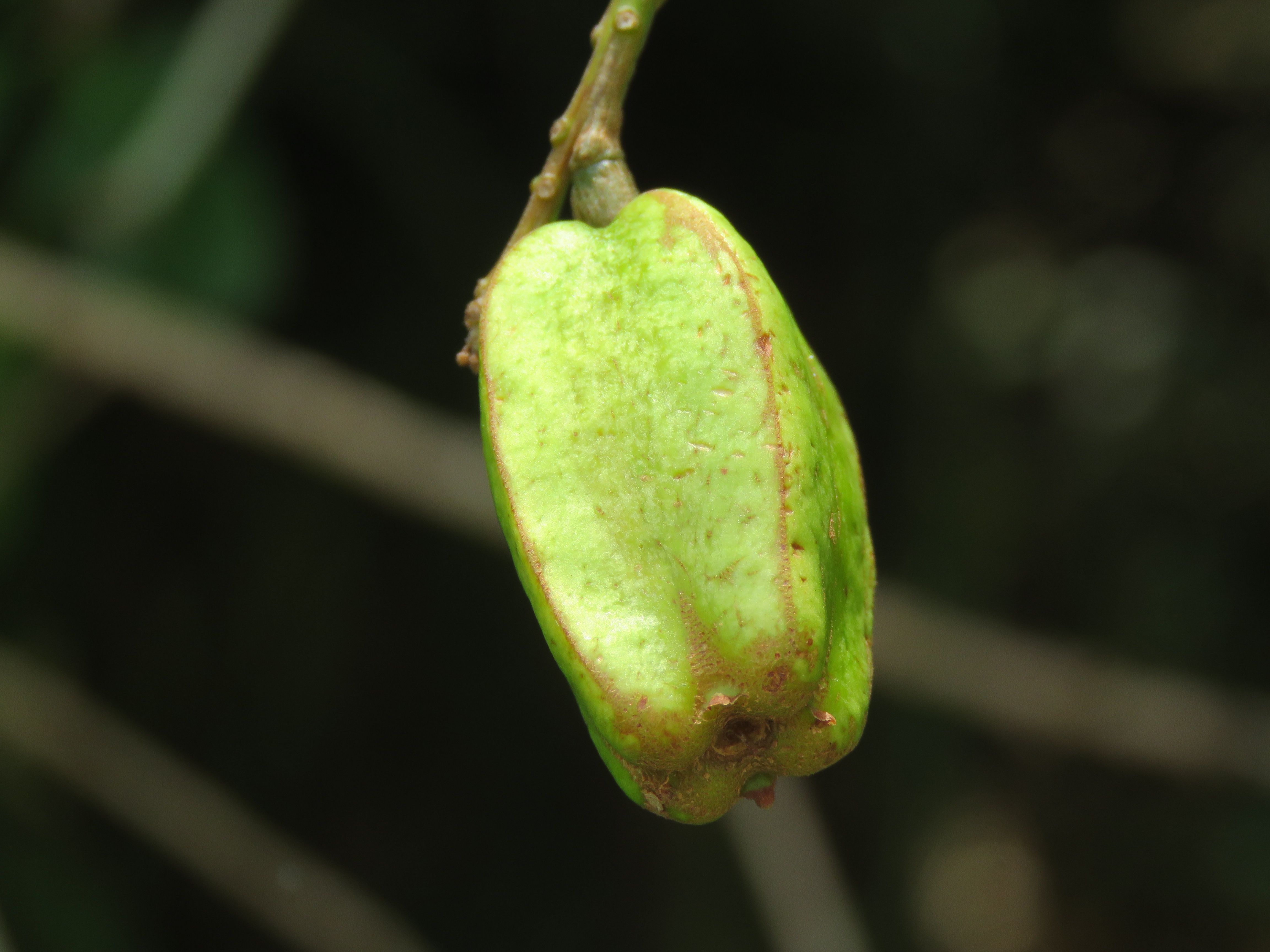
Плід
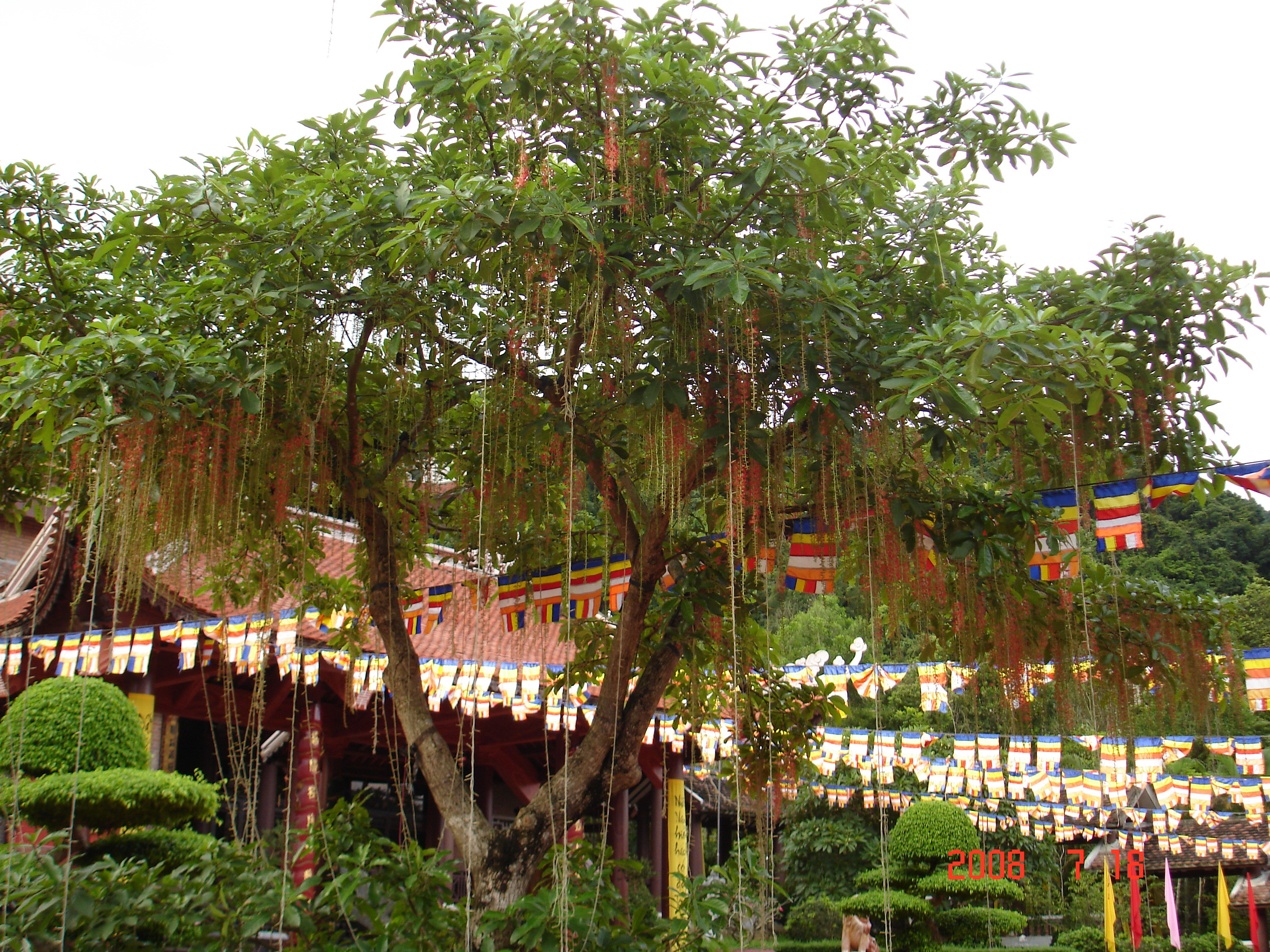
Зовнішній вигляд
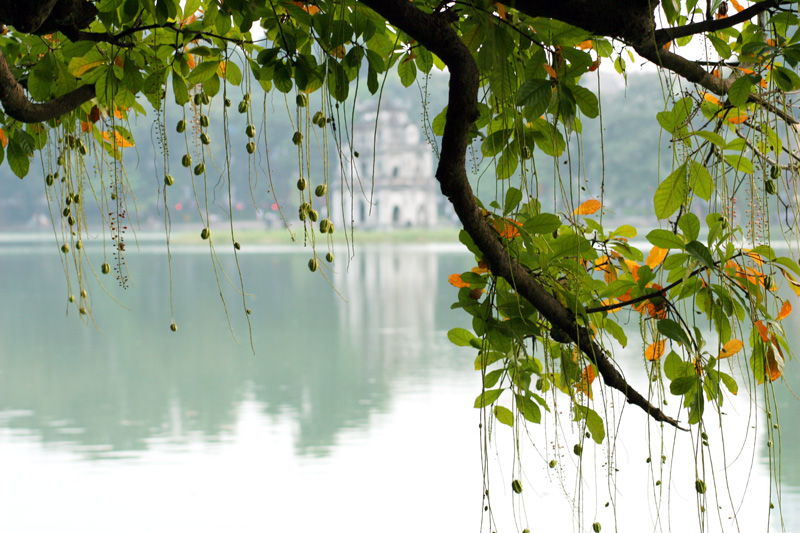